# Архиепархия Вадуца
Архиепархия Вадуца (лат. Archidioecesis Vadutiensis, нем. Erzbistum Vaduz) — римско-католический (латинского обряда) архидиоцез, имеющий центр (кафедру) в Вадуце и охватывающий своей территорией княжество Лихтенштейн.

## История
Создание архиепархии Вадуца было провозглашено папой Иоанном Павлом II в апостольской конституции Ad satius consulendum 12 декабря 1997 года. До этого территория относилась к Лихтенштейнскому деканату, входившему в состав швейцарской Епархии Кура. Церемония, связанная с повышением статуса была проведена 21 декабря 1997 года в приходской церкви Вадуца, возвышенной до статуса Кафедрального собора Вадуца. Архиепархия Вадуца не принадлежит ни к одной конференции католических епископов и подотчётна непосредственно Святому Престолу. Вольфганг Хаас являлся архиепископом Вадуца с момента основания архиепархии до своей отставки в 2023 году.
С 1999 по 2020 год число прихожан выросло с 24 962 до 28 153 человек, при этом их количество об общего населения страны снизилось на 6,3 %.

## Покровители
Небесная покровительница архиепархии — Пресвятая Дева Мария (Рождество Пресвятой Богородицы — 8 сентября). Кроме того, покровителями являются мученик Луций Курский, также патрон епископства Кур, и святой Флорин Ремюсский.

## Состав
В архиепархии 10 приходов.

## Ординарии
- Вольфганг Хаас — (21 декабря 1997 — 20 сентября 2023)[3];
  - Бенно Эльбс — (20 сентября 2023 — по настоящее время) — апостольский администратор[5];